# Gubaja
Gubaja (en ruso: Губаха) es una ciudad del krai de Perm en Rusia. Se encuentra en la orilla del río Kosva, de la cuenca hidrográfica del río Volga, por ser el Kosva, afluente del Kama, que vierte sus aguas al Volga. En 2008 contaba con 27.196 habitantes. Está situada a 121km al nordeste de Perm, la capital de la región. La ciudad es una región administrativa por sí misma, aglutinando a los asentamientos de tipo urbano de Ugleuralski (9.770 habitantes) y Schirokovski (1.748 habitantes) así como otros seis pueblos que juntan en total 1.810 habitantes. Así, el ente administrativo de la Ciudad de Gubaja contaba en 2006 con 42.106 habitantes. La ciudad está en la línea ferroviaria de Chusovoy - Kizel - Solikamsk. Desde 1967 tiene un museo de Historia de la Madre Patria.

## Historia
Gubaja es fundada a mediados del siglo XVIII (1755), como residencia para los trabajadores de una mina de hierro, en la confluencia del Kosva y pequeño afluente, del que la ciudad toma el nombre. En 1825, cerca del asentamiento se encontró el yacimiento de hulla de Ugleuralski (Gubajiskaya kop, Губахинская копь, como era conocido en 1909). En 1917 se construyó aquí una de las primeras centrales termoeléctrica del plan GOELRO -llamada Kiselovskaya GRES-3, todavía en actividad, con la urbanización adyacente para los trabajadores Krchichanovsk (también llamada Nichnjaja Gubaja). En 1928 recibe el estatus de asentamiento de tipo urbano, y en 1941 el de ciudad, habiéndose instalado en 1936 un horno de coque de los mayores de la Unión Soviética.

## Demografía
| 1959   | 1970   | 1979   | 1989   | 2002   | 2006   | 2008   |
| ------ | ------ | ------ | ------ | ------ | ------ | ------ |
| 47 100 | 33 200 | 32 200 | 36 858 | 31 687 | 28.778 | 27 196 |

## Industria
La minería del carbón mineral experienció particularmente un declive durante la crisis de la década de 1990, de modo que la planta química Metafraks AG  es la compañía más importante de la ciudad. Otras empresas importantes, además del horno de coque, son la industria de la leña y la planta termoelectrica Kiselovskaya GRES-3.